# 805 Гормутія
805 Гормутія (805 Hormuthia) — астероїд головного поясу, відкритий 17 квітня 1915 року.
Тіссеранів параметр щодо Юпітера — 3,111.
Названий на честь Гормутії Копфф — дружини Августа Копффа.